# نيكول ميلر (مغنية)
نيكول ميلر (بالإنجليزية: Nicole Millar)‏ هي مغنية أسترالية، ولدت في 27 أبريل 1993.

## وصلات خارجية
- نيكول ميلر على موقع ميوزك برينز (الإنجليزية)
- نيكول ميلر على موقع أول ميوزيك (الإنجليزية)
- نيكول ميلر على موقع ديسكوغز (الإنجليزية)